# TTK (建設)
株式会社TTK（ティーティーケー）は、宮城県仙台市若林区に本社を置く建設会社である。主にNTTグループ等の通信事業者向けの電気通信基盤の構築・保守を手がけている。東北6県を中心に、通信設備工事・電気設備工事等を引き受ける企業である。旧称は東北通信建設株式会社。

(主な事業)　

・通信設備、電気設備の設計・施工・保守・コンサルティング　

・情報関連設備のシステムインテグレーション、WAN、LAN、PBX、VoIP等　

・太陽光発電システム、防雪（風・砂）フェンス等の環境改善商品の販売・工事　

## 沿革
- 1955年2月 - 合併により東北通信建設株式会社設立。
- 1975年5月 - 東京証券取引所第2部上場。
- 1999年11月 - ISO9001認証取得。
- 2003年11月 - ISO14001認証取得。
- 2005年4月 - 現社名に変更。
- 2006年10月 - ISO27001認証取得。
- 2018年
  - 9月26日 - 東京証券取引所第2部上場廃止。
  - 10月1日 -  株式会社ミライト・ホールディングスと経営統合を実施し、TTKは株式交換によりミライト・ホールディングスの完全子会社となる[1]。
  - 12月1日 - 塚田電気工事株式会社を完全子会社化[2]。
- 2021年7月 - 子会社 株式会社TTKテクノを吸収合併。
- 2022年4月 - 子会社7社（塚田電気工事株式会社を除く）が商号変更。
- 2023年6月 - 二ツ山建設株式会社を経営統合により子会社化。
- 2024年3月 - 健康経営優良法人2024（大規模法人部門）に認定。
- 2024年4月 - 子会社 株式会社HOKUBUが二ツ山建設株式会社を吸収合併。

## 関連会社
- 株式会社TTKエンジ宮城
- 株式会社HOKUBU
- 株式会社TTKエンジ岩手
- 株式会社TTKエンジ青森
- 株式会社TTKエンジ秋田
- 株式会社TTKエンジ山形
- 株式会社TTKエンジ福島
- 塚田電気工事株式会社